# Fjättmunn
Fjättmunn är en sjö i Boxholms kommun i Östergötland och ingår i Motala ströms huvudavrinningsområde. Sjön är 9 meter djup, har en yta på 0,489 kvadratkilometer och är belägen 135 meter över havet. Sjön avvattnas av vattendraget Lillån.

## Delavrinningsområde
Fjättmunn ingår i det delavrinningsområde (645292-144476) som SMHI kallar för Utloppet av Fjättmunn. Medelhöjden är 165 meter över havet och ytan är 7,61 kvadratkilometer. Räknas de 4 avrinningsområdena uppströms in blir den ackumulerade arean 90,45 kvadratkilometer. Lillån som avvattnar avrinningsområdet har biflödesordning 3, vilket innebär att vattnet flödar genom totalt 3 vattendrag innan det når havet efter 148 kilometer. Avrinningsområdet består mestadels av skog (76 procent). Avrinningsområdet har 0,49 kvadratkilometer vattenytor vilket ger det en sjöprocent på 6,4 procent.